# Episodi di Harley Quinn (seconda stagione)
La seconda stagione della serie animata Harley Quinn è stata pubblicata sul servizio streaming DC Universe dal 3 aprile 2020 al 26 giugno 2020.
| n. | Titolo originale                       | Pubblicazione USA |
| -- | -------------------------------------- | ----------------- |
| 1  | New Gotham                             | 3 aprile 2020     |
| 2  | Riddle U                               | 10 aprile 2020    |
| 3  | Trapped                                | 17 aprile 2020    |
| 4  | Thawing Hearts                         | 24 aprile 2020    |
| 5  | Batman's Back, Man                     | 1 maggio 2020     |
| 6  | All the Best Inmates Have Daddy Issues | 8 maggio 2020     |
| 7  | There's No Place to Go But Down        | 15 maggio 2020    |
| 8  | Inner (Para) Demons                    | 22 maggio 2020    |
| 9  | Bachelorette                           | 29 maggio 2020    |
| 10 | Dye Hard                               | 5 giugno 2020     |
| 11 | A Fight Worth Fighting For             | 12 giugno 2020    |
| 12 | Lovers' Quarrel                        | 19 giugno 2020    |
| 13 | Something Borrowed, Something Green    | 26 giugno 2020    |

## New Gotham
Settimane dopo la sconfitta del Joker e la scomparsa di Batman, il presidente degli Stati Uniti ha dichiarato la distrutta Gotham City terra di nessuno, mentre Harley e la sua squadra si danno al divertimento nel caos che ne deriva e Robin cerca di prendere il mantello del suo mentore. Gli ufficiali sopravvissuti del GCPD, con l'eccezione di Gordon, sono schiacciati in numero dai criminali e demotivati dal ripristinare la legge e l'ordine poiché varie sezioni della città sono state ottenute dal Pinguino, l'Enigmista, Bane, Due Facce e Mr. Freeze; che hanno formato la Injustice League dopo lo scioglimento della Legione del destino. Harley disapprova il controllo che hanno sulla città, soprattutto dopo che le hanno concesso solo un piccolo territorio, e tenta di ribellarsi al loro potere ma finisce per essere congelata da Freeze in un blocco di ghiaccio ed esposta come trofeo all'Iceberg Lounge del Pinguino. Mesi dopo, Ivy e il resto della squadra riescono a liberarla permettendole di uccidere il Pinguino, solo per scoprire che gli altri membri della Injustice League ha preso il controllo del resto di Gotham. Visto che è stata lei a sconfiggere il Joker, Harley crede di meritare il pieno governo della città e giura di eliminare i suoi rivali. All'insaputa di tutti, due paramedici trovano Bruce Wayne tra le macerie.
- Nota: La sequenza in cui Harley viene congelata in un blocco di ghiaccio da Mr. Freeze ed esposta nel locale di Pinguino per mesi, richiama la terza e quarta stagione della serie TV Gotham, in cui Freeze congela l'Enigmista in un blocco di ghiaccio per essere esposto all'Iceberg Lounge di Pinguino.

## Riddle U
Dopo aver appreso che l'Enigmista ha energia e acqua pulita nel suo territorio, Harley, Ivy e Clayface pianificano di infiltrarsi nella sua roccaforte, la "Riddler University" travestiti da studenti, mentre Re Squalo e Dottor Psycho si avventurano attraverso i territori di Due Facce e Bane per assicurarsi un filtro per l'acqua. Tuttavia, Harley fa quasi saltare la sua copertura dopo aver attaccato la mascotte dell'edificio di fronte alla loro guida, Barbara Gordon. Harley ed Ivy rintracciano Barbara per ucciderla prima che possa avvertire l'Enigmista della loro presenza, ma lei dice loro che vuole fermarlo dopo aver dedotto che era responsabile del rapimento di vari studenti da quando ha preso il potere e che si è procurata gli inviti per una festa in una casa di confraternita dove sono avvenute le sparizioni. Harley e Ivy rubano gli inviti per loro e Clayface ed entrano con successo alla confraternita, dove scoprono che gli studenti rapiti vengono usati come batterie umane prima di essere catturati dall'Enigmista. Nel frattempo, Barbara viene ispirata da suo padre, il Commissario Gordon, e decide di fermare lei stessa l'Enigmista. Nonostante sia in inferiorità numerica riesce a disattivare il generatore, sconfiggere l'Enigmista e liberare tutti. Invece di uccidere l'Enigmista, Harley, Ivy e Clayface lo usano per alimentare il loro centro commerciale, mentre Barbara prende la decisione di diventare Batgirl.

## Trapped
Dopo un tentativo fallito di infiltrarsi nella tana di Mr. Freeze, Harley e la sua squadra decidono di rubare il lanciafiamme di Firefly dal museo del dottor Trap per entrare. Harley e Ivy reclutano Kite Man e Catwoman per farsi aiutare, mentre gli altri devono localizzare l'Enigmista che è scappato dalla sua ruota dopo aver manipolato Psycho. Durante il furto, Ivy inizia a mettere in discussione la direzione in cui sta andando la sua vita e si trova ancora più sotto pressione quando Kite Man cerca di rubare un anello dal museo e le propone di sposarsi. A peggiorare le cose, Catwoman li tradisce e fugge lasciandoli a morire in una delle trappole fino a quando non riescono a scappare usando il lanciafiamme. Dopo aver sconfitto il dottor Trap ed essere tornati a casa, Harley e Ivy aiutano il resto della squadra a recuperare l'Enigmista, che non intendeva scappare e decide di continuare ad alimentare il centro commerciale. In seguito, Harley convince Ivy che non deve vergognarsi di aver lasciato andare il suo passato, quindi quest'ultima va a trovare Kite Man e insiste che faccia di nuovo la proposta per accettarla.

## Thawing Hearts
Harley, Clayface, il Dottor Psycho e Re Squalo usano con successo il lanciafiamme di Firefly per assaltare la tana di Mr. Freeze, ma vengono catturati. Freeze racconta loro dei suoi numerosi tentativi falliti di salvare la moglie malata Nora Fries e decide di usare Harley come cavia per i suoi esperimenti, ma lei convince Freeze a lasciarle chiamare Ivy per chiedere aiuto nella ricerca di una cura, con il vero intento di far guadagnare del tempo alla sua squadra per ucciderlo. Mentre aspettano, Freeze li invita a pranzo e racconta loro la sua storia con Nora. Tuttavia, a causa della sua esperienza con il Joker, Harley crede che stia mentendo e che Nora sia in realtà sua prigioniera, quindi usa la pistola di Freeze per liberarla dal ghiaccio, solo per scoprire che sta davvero morendo. Furioso, Freeze minaccia di uccidere tutti facendo esplodere il suo covo a meno che Ivy non trovi una cura. Nel frattempo, Ivy e Kite Man tentano di assicurarsi il posto dove celebrare il loro matrimonio, ma sono costretti ad andarsene per salvare Harley e perdono il luogo favorito da Kite man a favore della sua nemesi, il Re dei Condimenti. Ivy crea con successo una cura, ma a causa del raro gruppo sanguigno di Nora, qualcun altro deve prendere la cura al suo posto per poi fare a Nora una trasfusione di sangue nonostante il volontario morirà. Freeze accetta e si sacrifica per Nora, cosa che Harley riconosce come un atto di vero amore.

## Batman's Back, Man
Gli unici membri della Injustice League rimasti, Due Facce e Bane, decidono di collaborare per avere maggiori possibilità contro Harley, ma continuano a non essere d'accordo sul nome da dare alla loro organizzazione combinata. Nel frattempo, Bruce Wayne si sta riprendendo dalle sue ferite e cerca di tornare in azione come vigilante nonostante il consiglio del suo maggiordomo Alfred Pennyworth di riposare e guarire. Quando apprende che Batgirl sta combattendo i criminali in sua vece, Bruce si preoccupa che la ragazza stia dando a Gotham un falso senso di speranza che morirà se lei muore, quindi incarica Lucius Fox di costruirgli un costume ad alta tecnologia per compensare le sue ferite. Rientrato in battaglia contro Bane, Batman inizialmente ha il sopravvento ma viene poi messo in svantaggio, prima di essere salvato da Alfred e Batgirl; il maggiordomo ha anche adottato un alter ego da vigilante, il Maccheroni. Comprendendo l'importanza di avere Batgirl accanto, Batman chiede al commissario Gordon di lavorare con lei mentre lui si concentra appieno sul recupero. Nel frattempo Bane, sconvolto per quanto successo, quasi uccide Due Facce per averlo lasciato fuori dalla loro collaborazione, ma quest'ultimo gli offre una sedia da collaboratore come desidera per renderlo felice.

## All the Best Inmates Have Daddy Issues
Mentre trascorrono una serata fuori insieme, Harley e Ivy incontrano Joker, il quale è privo di trucco, sano di mente e sembra non ricordare nulla del suo passato criminale. Ivy cerca di ucciderlo, ma la ferma Harley credendo che sia veramente cambiato. Per dimostrarlo, le racconta come ha incontrato per la prima lei e il Joker diventando migliore. In un flashback, alla dottoressa Harleen Quinzel viene chiesto dal procuratore distrettuale Harvey Dent e dal commissario Gordon di interrogare il Joker per scoprire in quale zona di Gotham abbia nascosto una bomba, prima di farlo imprigionare all'Arkham Asylum. Dopo un primo incontro difficile, Harleen viene ispirata da un consiglio sarcastico di Ivy (internata al manicomio criminale) e interroga il Joker riguardo alla sua famiglia. Lui le racconta una sincera storia sul suo padre violento per guadagnarsi la sua fiducia prima di dirle che la bomba è a Little Italy in cambio di un pasto privato con lei. Mentre Batman e le autorità sono distratte a cercare la bomba, Joker rivela di aver messo la bomba nella prigione, nello stomaco dello chef soprannominato "Little Italy", per poi cercare di rapire Harleen. Tuttavia, Ivy la salva per ringraziarla di una pianta che Harleen le aveva donato. Terminato il flashback, Ivy rivela all'amica che la tragica storia del Joker era in realtà la sua, poi chiamano il Dottor Psycho che conferma che il Joker non ha memoria del suo vecchio sé. Mentre escono dal locale, Harley e Ivy vengono catturate da Due Facce.

## There's No Place to Go But Down
Harley e Ivy vengono processate in un tribunale illegale tenuto da Due Facce, con Bane come giudice e Man-Bat come loro avvocato difensore. Contro la richiesta di Harley, Ivy ammette il suo ruolo nei loro recenti crimini, portando entrambe a essere condannati all'ergastolo nel centro di riabilitazione sotterraneo di Bane, il Pozzo. Nonostante non vedano vie d'uscita, Harley e Ivy formulano un piano per fuggire dopo aver appreso che George Lopez si presenterà in elicottero per condurre un talent show per i detenuti. Nonostante il loro piano iniziale fallisca quando Lopez se ne va senza di loro, Ivy fa un discorso stimolante sui recenti eventi della sua vita di fronte agli altri detenuti e incita a una rivolta, dando a lei e ad Harley l'opportunità di scappare. Quando Bane tenta di fermarle, Harley si sacrifica per fermarlo e permettere a Ivy di fuggire, ma Ivy la recupera e le due si baciano. Nel frattempo, la fiducia in se stesso di Gordon subisce un altro colpo dopo che non riesce a fermare il criminale Acchiappatopi. Quando Due Facce fa irruzione in casa sua, ha intenzione di arrendersi fino a quando Batgirl non lo salva e rivela la sua identità di Barbara. Gordon torna in sé e si allea con la figlia per riprendere il quartier generale del GCPD, con Gordon che sconfigge e incarcera Due Facce.

## Inner (Para) Demons
Con la Injustice League sconfitta, il presidente incarica Gordon di eliminare Harley prima di consentire a Gotham di tornare a far parte degli Stati Uniti. Batgirl cerca di dissuaderlo, ma Gordon raduna i cittadini di Gotham per affrontare la criminale. Nel frattempo, Harley cerca di comprendere i suoi sentimenti per Ivy dopo averla baciata. Quando Batgirl la avverte dei piani di Gordon, Harley decide di conquistare Gotham con un esercito; insieme a un entusiasta Dottor Psycho e ai riluttanti Clayface e Re Squalo, Harley ruba la Scatola Madre di Mister Miracle e la usa per viaggiare su Apokolips, dove uccide Granny Goodness con l'aiuto di Psycho, guadagnandosi il rispetto di Darkseid e un esercito di Parademoni. Altrove, Ivy e Kite Man fanno un brunch con i genitori di lui, ma quando Ivy scopre che vogliono solo dei nipoti metaumani, si allontana da loro e convince Kite Man a fare lo stesso. L'esercito di Gordon affronta quello di Harley e finisce massacrato, fino a quando Ivy non arriva e fa capire a Harley che sta solo creando distruzione insensata. Harley cede il controllo dei Parademoni e lascia vincere Gordon, facendo infuriare Psycho che abbandona la squadra. Quando Harley cerca di rivelare ad Ivy i suoi sentimenti, Kite Man le interrompe, costringendola a nasconderli ancora una volta.

## Bachelorette
Harley, Ivy, Catwoman, Nora Fries e una vecchia amica di Ivy, Jennifer, si dirigono a Themyscira per l'addio al nubilato di Ivy; trascorrendo il fine settimana in un resort gestito da Eris. Il gruppo si diverte fino a quando Harley e Ivy si ubriacano e fanno sesso. Vergognandosi, quest'ultima giura di rimanere nella sua stanza per il resto del fine settimana fino a quando Harley la attira fuori rivelandole che Eris ha ipnotizzato la regina Ippolita per farle vendere l'isola a LexCorp. Il gruppo libera Ippolita e celebra la loro vittoria con altro alcol, portando Harley e Ivy ad avere un altro rapporto. Nel frattempo, Kite Man ha la sua festa di addio al celibato su uno yacht con Clayface, Frank e Re Squalo finché quest'ultimo non viene richiamato a casa sua da suo padre, il Dio Squalo, per un matrimonio combinato per impedire a due clan di squali di andare in guerra. Re Squalo resiste a suo padre, e anche se finisce per sposarsi comunque, spera ancora di trovare un giorno il vero amore. Quando tornano da Themyscira, Ivy sceglie di stare con Kite Man, affermando che ama e si fida di Harley ma non con il suo cuore, lasciando Harley sconvolta.

## Dye Hard
Nel tentativo di far fronte al rifiuto di Ivy, Harley va in un bar alla Wayne Tower dove scopre che ci lavora il Joker. All'improvviso irrompono sul posto dei criminali che tengono in ostaggio i clienti e ammanettando insieme i due ex amanti. Riescono a scappare, scoprendo che i rapinatori erano una distrazione organizzata dall'Enigmista (evaso dal centro commerciale e ora in smagliante forma fisica per tutta la corsa sulla ruota) per intrufolarsi nell'edificio e rubare un elmetto per il controllo mentale. Insieme a Gordon, Re Squalo, Clayface e Borgman, Harley e Joker scoprono rapidamente che l'Enigmista sta lavorando con il Dottor Psycho, che ha giurato vendetta su Harley per essere stato poco preso in considerazione e usa l'elmo per schiavizzare i restanti Parademoni, Clayface e Re Squalo. Borgman consegna ad Harley un suo occhio cibernetico come ricordo prima di sacrificarsi per aiutare lei, Gordon e Joker a fuggire. Dopo aver realizzato che hanno bisogno di liberare la Justice League dal Libro delle Favole, Joker menziona di avere diversi sogni sulla sua vita passata, incluso il libro, ma fatica a ricordare dove si trova. Per recuperare la sua memoria e salvare Gotham, Harley con riluttanza lo porta alle Ace Chemicals e lo spinge in una vasca piena di prodotti chimici per trasformarlo di nuovo nel Joker.

## A Fight Worth Fighting For
Riemergendo dalla cisterna tornato al vecchio sé, Joker ricorda di aver iniziato una relazione con un'infermiera di nome Bethany dopo che lei lo aveva trovato tra le macerie e lo aveva curato per riportarlo in salute sei mesi prima. Sotto la minaccia di una bomba che Harley gli ha impiantato in testa, Joker la porta a casa di Bethany per prendere il Libro delle Favole. Tuttavia, il suo comportamento arrogante fa infuriare Bethany che gli lancia contro il libro e l'oggetto viene afferrato da un Parademone. Mentre Harley e Joker tentano di recuperarlo dal nido dei Parademoni, lui riflette sulla sua relazione con Bethany e si rende conto di aver trovato il vero amore mentre lei fa lo stesso nei confronti di Ivy. Dopo aver recuperato il libro, i due vengono salvati da Batman e gli spiegano la situazione, solo per rendersi conto che il libro non è quello giusto. Allo stesso tempo, Darkseid ordina a Psycho di uccidere Harley mentre Ivy e Kite Man cercano di prepararsi per il loro matrimonio. Dopo che il vestito di Ivy è stato danneggiato da un Parademone, la donna affronta Psycho furiosa ma viene controllata mentalmente. Tornando a casa di Bethany, Joker si riconcilia con lei prima che Batman chiami Zatanna per liberare la Justice League. Joker decide di riprendere il suo stile di vita criminale pur mantenendo la sua relazione con Bethany e Harley decide di confessare i suoi sentimenti a Ivy; subito dopo, quest'ultima si presenta per ucciderla.

## Lovers' Quarrel
Kite Man salva Harley da Ivy e la riporta nel suo appartamento dove usano l'occhio di Borgman per caricare una sua versione digitale sul televisore di Kite Man in modo che possa aiutarli a costruire dei dispositivi di controllo anti-mente con cui battere Psycho. Nel frattempo, la Justice League sconfigge i Parademoni, spingendo il dottor Psycho a inviare Ivy, Clayface e Re Squalo per combatterli dopo che un impaziente Darkseid arriva sulla Terra e minaccia di ucciderlo se non eliminerà Harley al più presto. Anche se la Lega ha di nuovo la meglio, Psycho fa usare a Ivy i suoi feromoni contro i supereroi per poi portare Harley al centro commerciale. Kite Man li segue e dà a Harley un dispositivo finito prima di provare a liberare Ivy con un bacio del vero amore, ma senza alcun risultato. Psycho costringe Ivy e Harley a combattere, ma quest'ultima bacia la prima, liberandola e riuscendo a darle un secondo dispositivo di controllo anti-mentale. Insieme sconfiggono facilmente Psycho e impressionano Darkseid, che offre ad Harley il suo esercito e la Terra. Tuttavia, lei rifiuta capendo di non essere più una supercriminale. Una volta che Darkseid se ne va, Psycho usa le sue ultime forze per proiettare su Gotham le immagini di Harley e Ivy che fanno sesso, lasciando Kite Man disorientato.

## Something Borrowed, Something Green
Ivy convince Kite Man a sposarsi dopo aver rivelato di essersi assicurata il luogo che voleva. Nel frattempo, mentre è portato ad Arkham e dopo aver ascoltato Gordon lamentarsi di non aver ottenuto alcun riconoscimento per aver salvato Gotham, Due Facce lo convince ad arrestare tutti i cattivi presenti al matrimonio di Ivy e Kite Man in modo che Gordon possa guadagnare il riconoscimento pubblico e alla fine concorrere alla carica di sindaco. Harley, essendo stata anche lei imprigionata ad Arkham, inizialmente rifiuta l'offerta della sua squadra di evadere per partecipare al matrimonio, ma dopo aver appreso del piano di Gordon da Due Facce si allea con lui per scappare. Tuttavia, mentre cerca di smascherare Gordon, attacca la persona sbagliata e fa arrabbiare Ivy, che le chiede di andarsene. Nonostante ciò, Harley rivela Gordon quando gassa tutti i presenti, anche se ciò fa sì che il matrimonio si trasformi in una guerra a tutto campo tra i criminali e il GCPD. Frustrato e rendendosi conto che Ivy non lo ama veramente, Kite Man rompe con lei e se ne va. Harley e Ivy scappano da Gordon insieme, condividendo un bacio dopo che Ivy ha confessato i suoi sentimenti per l'amica.